# Notosacantha shibatai
Notosacantha shibatai là một loài bọ cánh cứng trong họ Chrysomelidae. Loài này được Kimoto miêu tả khoa học năm 1981.